# Constantin Schroeter
Johann Friedrich Carl Constantin Schroeter (* 21. März 1795 in Schkeuditz; † 18. Oktober 1835 in Berlin) war ein deutscher Genre- und Porträtmaler der Biedermeierzeit.

## Leben
Schroeter war zunächst in einer Apotheke tätig, ehe er in die Tischlerei zu seinem Onkel in Stuttgart kam, wo er auch Zeichenunterricht erhielt. Nach der handwerklichen Ausbildung ging er von 1811 bis 1817 zum Studium an die Kunstakademie in Leipzig und anschließend von 1817 bis 1819 an die „Allgemeine Kunst-Academie der Malerey, Bildhauer-Kunst, Kupferstecher- und Baukunst“ nach Dresden. Dort nahm ihn sein Lehrer, der Historien- und Bildnismaler Traugott Leberecht Pochmann, in seinem Atelier auf, um Schroeter zum Historienmaler auszubilden. Ende 1819 ging er nach Leipzig zurück, wo er sich hauptsächlich mit der Malerei von Porträtgemälden beschäftigte. 1826 übersiedelte er nach Berlin und wandte sich vermehrt der Genremalerei zu. Noch im selben Jahr zeigte er auf der Berliner Akademieausstellung erstmals einige seiner Arbeiten. In den 1830er Jahren erkrankte Schroeter an Schwindsucht, hielt sich 1833 zur Kur im niederschlesischen Bad Salzbrunn auf und verstarb 1835 in Berlin.
Constantin Schroeter war um 1830 einer der ersten und bekanntesten Genremaler, noch bevor sich die Genremalerei an der Akademie in Düsseldorf durchsetzen konnte. Für seine Darstellungen wählte er volkstümliche Motive, die dem Geschmack der Biedermeierzeit entsprachen. Seine Bilder entstanden im Stil der niederländischen Malerei des 17. Jahrhunderts und der deutschen bürgerlichen Malerei des 18. Jahrhunderts. Viele seiner Werke sind durch Lithografien vervielfältigt worden.
Er ist nicht zu verwechseln mit dem Universitätszeichenmeister Johann Friedrich Schröter.

## Werke (Auswahl)

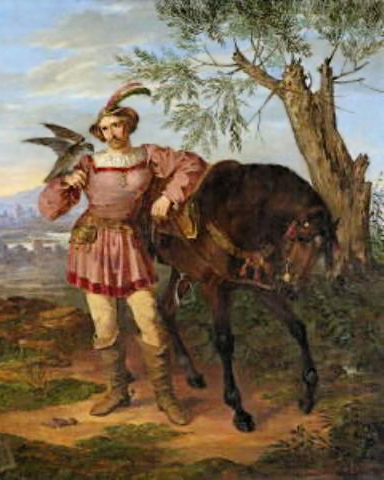
Ein junger Falkner, Constantin Schroeter, 1821

- Mutter und Tochter spinnend und klöppelnd, 1819
- Ein junger Falkner, 1821
- Der Mohr Achmed mit englischen Neufundländern am Tor des Kronprinzenpalais, 1823 (im Schloss Glienicke, Berlin)
- Die Mutwillige, 1824
- Die Geigenstunde, 1828
- Porträt einer alten Frau, 1830
- Die Versteigerung eines Künstlernachlasses, 1832
- Der Possenreißer zu Salzbrunn, 1833
- Die Judenfamilie, 1834
- Die Dorfschule, 1835